# Andrew VanWyngarden
Andrew VanWyngarden, né le 1er février 1983 à Memphis, est un guitariste, chanteur, compositeur et batteur américain, membre fondateur du groupe MGMT.

## Biographie
Son père, écrivain, guitariste et batteur, lui enseigne la guitare à l'âge de 5 ans et lui fait découvrir Bob Dylan, Paul Simon et les Talking Heads. Son artiste favori est Neil Young. 

## MGMT
Il est le leader du groupe MGMT composé principalement de lui et Ben Goldwasser, qu'il a rencontré à l'âge de 18 ans. Il est l'auteur de la plupart des paroles et compose en duo avec Ben.